# Esterházy Miklós (1869–1920)
Galántai Esterházy Miklós Pál Antal Mária (Bécs, 1869. július 5. – Sopron, 1920. április 6.) magyar nagybirtokos, főrend, Sopron vármegye örökös főispánja, 1898-tól haláláig az örökös elsőszülött hercegi rang birtokosa az Esterházy családban.

## Élete
Esterházy Pál Antal Miklós herceg (1843–1898) és Maria von und zu Trauttmansdorff-Weinsberg grófnő (1847–1876) legidősebb gyermekeként született. Középiskolai tanulmányait Sopronban, Budapesten, Bécsben és külföldön folytatta, majd Budapesten jogi doktorátust szerzett. 
1898-ban, apja halála után átvette az Esterházy-vagyon feletti hitbizományosi rendelkezés jogát. Sikeresen konszolidálta a család pénzügyeit és törlesztette azokat a hatalmas adósságokat, amelyek még Esterházy II. Miklós herceg költekező életmódja miatt halmozódtak fel. Több kastélyt is felújított (Eszterháza, Kismarton).
1900-ban az Aranygyapjas rend lovagja lett, 1905-től tartalékos főhadnagy volt a 11. huszárezredben. 1907-ben titkos tanácsos lett. Tevékenyen részt vett a közéletben, örökös jogon tagja volt a magyar főrendiháznak, ahol a mentelmi, a közjogi és törvénykezési, a pénzügyi és a felirati bizottság munkájában vett részt. Elnöke volt az országos magyar vadászati védegyletnek, Sopron vármegye és Sopron város régészeti társulatának, és a Sopron-Pozsony vasút igazgatóságának is. Tagja volt a Magyar Amateur Fényképezők Országos Egyesületének is.
1920-ban hunyt el Sopronban. A fertődi Esterházy-kastély parkjában, felesége mellé helyezték végső nyugalomra.

## Családja
Esterházy Miklós 1898. november 16-án vette feleségül Cziráky Margit grófnőt (1874–1910), gróf Cziráky Antal Ferenc (1850–1930) és gróf Esterházy Alice (1850–1882) lányát. Házasságukból öt gyermekük született:
- Mária Róza (1900. január 25. – 1971. november 30.)
- Pál Mária Lajos Antal (1901. március 23. – 1989. május 25.)
- Antal Pál (1903. július 22. – 1944. december 31.)
- László Antal Miklós (1905. június 4. – 2000. január 5.)
- Bernadette Mária (1910. július 17. – 1974. április 18.)

## Fordítás
Ez a szócikk részben vagy egészben  a   Nikolaus IV. Esterházy de Galantha című német Wikipédia-szócikk fordításán alapul.  Az eredeti cikk szerkesztőit annak laptörténete sorolja fel. Ez a jelzés csupán a megfogalmazás eredetét és a szerzői jogokat jelzi, nem szolgál a cikkben szereplő információk forrásmegjelöléseként.